# Đồ U U
Đồ U U (tiếng Trung: 屠呦呦, Tu Youyou; sinh ngày 30 tháng 12 năm 1930) là một nhà nghiên cứu y học và y hóa Trung Quốc. Bà được biết tới nhiều nhất qua công trình chiết xuất thanh hao tố (青蒿素, artemisinin) từ cây thanh hao hoa vàng phục vụ việc chữa trị sốt rét. Việc phát hiện artemisinin và sử dụng hợp chất này để chữa trị sốt rét được coi là một thành tựu mang tính đột phá của ngành y học nhiệt đới trong thế kỷ 20 và giúp nâng cao chất lượng sức khỏe cho hàng triệu người sống ở các quốc gia đang phát triển ở Nam Á, châu Phi và Nam Mỹ. Với những thành tựu của mình, Đồ U U đã được trao Giải Albert Lasker cho Nghiên cứu Y học Lâm sàng năm 2011 và Giải Nobel Sinh lý học và Y khoa năm 2015 cùng với Satoshi Ōmura và William Campbell. Bà là người Trung Quốc đầu tiên giành giải Lasker được đào tạo và có nghiên cứu được thực hiện ở nội địa Trung Quốc.

## Tiểu sử
Đồ U U sinh ngày 30 tháng 12 năm 1930 tại Ninh Ba, Chiết Giang, Trung Quốc. Năm 1951 bà nhập học tại Trường Y của Đại học Bắc Kinh (từ năm 1952 trường được tách ra độc lập thành Trường Y Bắc Kinh, sau đó là Đại học Y Bắc Kinh năm 1985, từ năm 2000 trường được nhập trở lại vào Đại học Bắc Kinh với tên gọi Trung tâm Y khoa Đại học Bắc Kinh) và tốt nghiệp năm 1955 tại Khoa Dược của Trường. Sau đó Đồ U U theo học Đông y và làm việc tại Học viện Đông y (nay là Học viện Đông y Trung Quốc. Mãi tới giai đoạn Cải cách kinh tế Trung Quốc năm 1980 bà mới được nâng lên hàm nghiên cứu viên và hiện Đồ U U là nghiên cứu viên cao cấp của Học viện.
Cho tới trước năm 2011, tên tuổi của bà Đồ ít được mọi người biết đến, bà được gọi là "Giáo sư ba không" - không có bằng sau đại học, không có nghiên cứu hoặc kinh nghiệm làm việc ở nước ngoài, không phải thành viên của bất cứ Viện hàn lâm khoa học nào ở Trung Quốc. Ngày nay bà Đồ được coi là đại diện của thế hệ người làm Đông y đầu tiên của nước Cộng hòa Nhân dân Trung Hoa kể từ năm 1949.

## Nghiên cứu
Đồ U U bắt đầu tiến hành các nghiên cứu y học lâm sàng của mình trong giai đoạn Cách mạng Văn hóa thập niên 1960 và 1970 khi sốt rét là căn bệnh gây ra cái chết của rất nhiều người Trung Quốc ở các tỉnh miền Nam như Hải Nam, Vân Nam, Quảng Tây, Quảng Đông, đây cũng là căn bệnh phổ biến ở miền Bắc Việt Nam - một đồng minh của Trung Quốc khi đó đang trải qua giai đoạn Chiến tranh Việt Nam. Năm 1967 Mao Trạch Đông bắt đầu khởi động Dự án 523 để tìm ra thuốc chữa trị căn bệnh này. Theo báo Anh, tờ Telegraph, mục tiêu của dự án này là giúp tìm ra thuốc chống sốt rét giết chết hàng nghìn bộ đội "đồng minh Bắc Việt" trong thời chiến tranh, mà theo tờ The Guardian vào thời điểm đó đã chết vì bệnh này nhiều hơn vì bom đạn Mỹ. Năm 1969 bà Đồ bắt đầu thử nghiệm việc chữa trị sốt rét bằng thuốc Bắc, trên 2000 vị thuốc Bắc đã được nhóm nghiên cứu của bà Đồ kiểm tra, trong đó 380 vị thuốc đã được chiết xuất và thử nghiệm với chuột. Sau cùng chiết xuất từ cây thanh hao hoa vàng được nhóm nghiên cứu của bà Đồ đánh giá là có hiệu quả cao nhất và được thử nghiệm thành công trên cả chuột và khỉ. Vị thuốc này đã có từ 1600 năm trước, nằm trong một cuốn sách nghề y của Cát Hồng (283–343) thời nhà Tấn ở Trung Quốc. Bà Đồ cũng tự nguyện đứng ra là người đầu tiên thử nghiệm loại thuốc này trên cơ thể mình, sau nhiều thử nghiệm lâm sàng thành công trên cơ thể người, công trình được xuất bản năm 1977. Tên nhóm nghiên cứu của Đồ U U không được ghi trên công trình xuất bản này, theo bà thì "...Trách nhiệm của nhà khoa học là tiếp tục công cuộc đấu tranh vì sức khỏe nhân loại... Những gì tôi đã làm là những gì tôi cần phải làm để đáp lại nền giáo dục tôi đã được thụ hưởng của đất nước...".
Về việc dự án của bà Đồ cứu sống bộ đội Việt Nam, theo ông Nguyễn Tiến Bửu, Trưởng đoàn chống sốt rét đi vào chiến trường Trị - Thiên năm 1967 cùng với GS Đặng Văn Ngữ, thông tin này là không đúng sự thực.